# Osceola (Nebraska)
Osceola is een plaats (city) in de Amerikaanse staat Nebraska, en valt bestuurlijk gezien onder Polk County.

## Demografie
Bij de volkstelling in 2000 werd het aantal inwoners vastgesteld op 921. In 2006 is het aantal inwoners door het United States Census Bureau geschat op 888, een daling van 33 (-3,6%).

## Geografie
Volgens het United States Census Bureau beslaat de plaats een oppervlakte van 2,3 km², geheel bestaande uit land. Osceola ligt op ongeveer 248 m boven zeeniveau.

## Plaatsen in de nabije omgeving
De onderstaande figuur toont nabijgelegen plaatsen in een straal van 24 km rond Osceola.